# Bahreïngate
Le Bahreïngate est une affaire qui s'est passée le 7 septembre 2010 concernant un match arrangé qui concerne les sélections du Togo et du Bahreïn.

## Le match qui révèle l'affaire

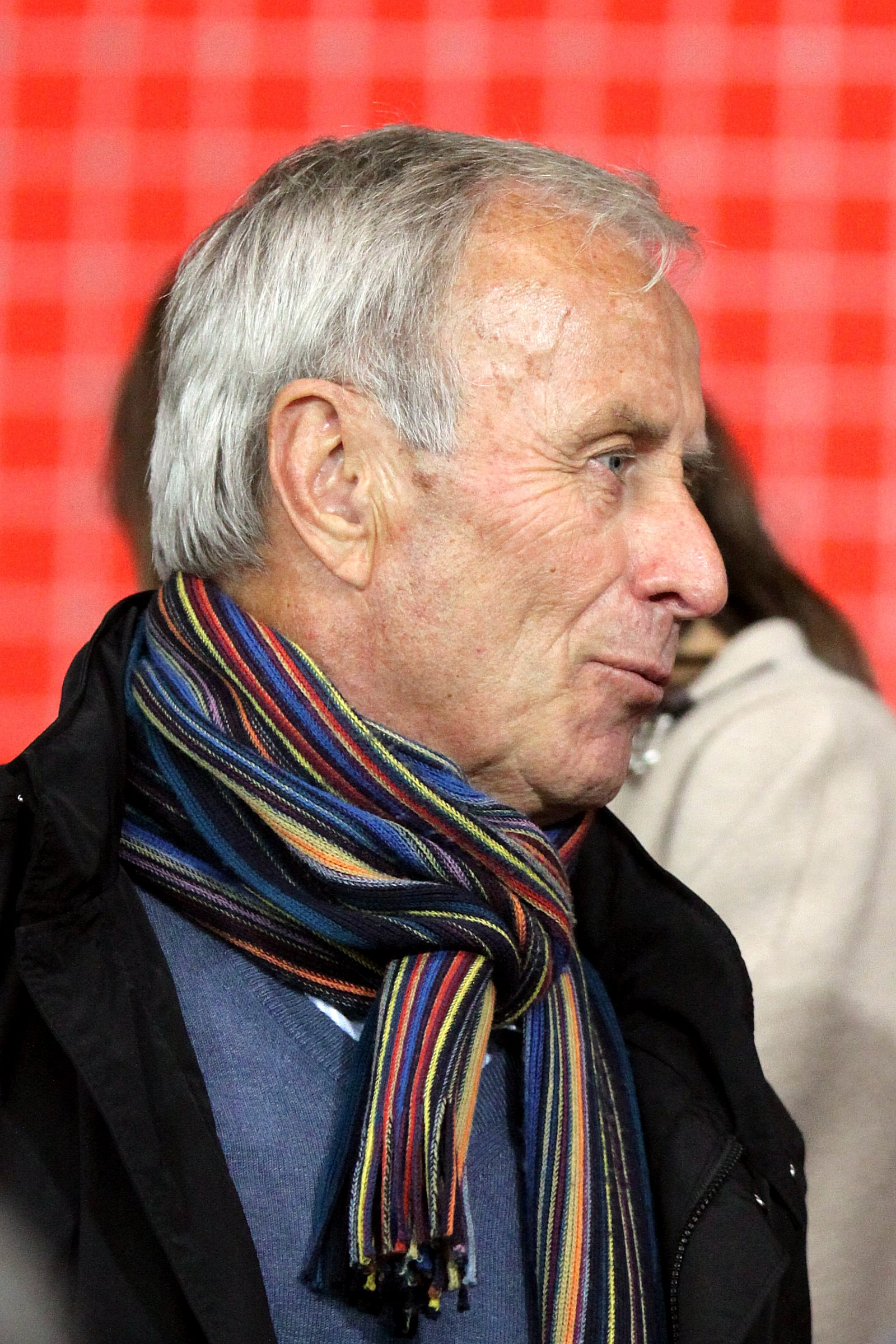
Le sélectionneur du Bahreïn, l'Autrichien Josef Hickersberger déclare à la fin de la rencontre que ce match est une pure perte de temps.

Pour la sélection de Bahreïn, le match contre le Togo constitue une préparation en vue du Championnat d'Asie de l'Ouest de football 2010 en Jordanie (1er tour) et de la Coupe d'Asie des nations de football 2011 au Qatar (1er tour). C'est dans ce cadre que le 7 septembre 2010, la sélection du Bahreïn accueille à Riffa la sélection des Éperviers. 
Ce match se termine par une victoire du Bahreïn sur le score de 3 buts à 0 mais ce qui surprend, c'est le niveau de la sélection togolaise. Alors le sélectionneur du Bahreïn, l'Autrichien Josef Hickersberger, déclare après le match dans le journal Gulf News : « [Les joueurs togolais] n'avaient pas la condition physique pour jouer un match pendant 90 minutes »,, « Nous étions surpris de la piètre qualité de jeu des Togolais, ce match [était] ennuyeux » et que « C'était une pure perte de temps ».

## Réactions et répercussions
Tout d'abord, la Fédération togolaise de football (FTF) se défend par la voie de son président, le général Séyi Mémène : « Le Togo n'a envoyé aucune sélection nationale au Bahreïn. Nous ne connaissons aucun des joueurs alignés. ». De plus, la « vraie » sélection du Togo jouait un match des qualifications pour la CAN 2012 à Gaborone le 4 septembre 2010 contre le Botswana (qui s'est soldé par une défaite 2-1 pour le compte de la quatrième journée), Comme le confirme le sélectionneur du Togo, le Français Thierry Froger, « le 6 septembre à Lomé, elle était dans « l'impossibilité » totale d'être dans le même temps à Bahreïn ». Idem pour le ministre des Sports de l'époque, Christophe Tchao qui déclare à la suite du scandale : « Personne n'a jamais été informé d'un tel match. Nous allons mener les enquêtes pour démasquer tous ceux qui sont impliqués dans cette affaire ».
Puis pour le Bahreïn, la faute en revient au Togo : la fédération bahreïnie se défend en disant avoir suivi les canaux normaux et officiels. Comme le rappelle le spécialiste du football africain Mark Gleeson à la BBC, « Les équipes de football peuvent organiser un match amical, sans forcément informer la FIFA ou d'autres organismes. ». Mais même si la FIFA n'avait pas donné son accord pour ce match, elle a cependant publié un compte-rendu sur son site officiel.
Pourtant, des éléments auraient dû mettre le doute : le Bahreïn reçoit une lettre avec les noms de 20 joueurs avec le numéro de passeport et leur date de naissance, mais seulement quelques minutes avant le début du match, une nouvelle liste est donnée avec 18 joueurs par un officiel togolais. Dans cette feuille de match étaient présents des joueurs inconnus (Ali Oussani Aboudou Adama, Tiekour Aba…) qui sont non pas des Togolais mais des Nigériens, jouant essentiellement en première division togolaise,.
Après enquête, l'ancien sélectionneur de la sélection togolaise Bana Tchanilé reconnaît avoir organisé et préparé un match entre une fausse sélection des Éperviers et le Bahreïn, sans l’accord des autorités compétentes. Cela lui aurait rapporté près de 100 millions de Francs CFA, soit 200 000 dollars,. En août, il a été reconnu coupable d'avoir fait jouer à un tournoi au Caire une équipe de son centre de formation sous les couleurs nationales (deux défaites contre l’Égypte (0-7) et contre le Maroc (0-5)).
Mais même s'il a été suspendu trois ans de toutes activités relatives au football par le Comité de gestion intérimaire togolais, il n'était pas seul à l'avoir organisé : il a bénéficié, d'après Dimas Dzikodo (patron du journal de Lomé « Le Forum de la semaine » et membre de la commission « médias » de la fédération togolaise), « de nombreuses complicités au sein de la fédération car la somme touchée côté togolais pour l'organisation de ce faux match amical a de quoi aiguiser les appétits. ». Après la sanction infligée à Bana Tchanilé par la FIFA, les enquêteurs sont parvenus à faire tomber le secrétaire de la Fédération, le beau-frère du général Séyi Mémène, tout comme Antoine Folly, un autre membre du comité intérimaire.
Mais il a aussi travaillé avec Wilson Raj Perumal (en), un agent singapourien agréé par la  FIFA, qui choisissait les arbitres, afin de satisfaire aux besoins des parieurs.
Cette affaire rappelle un précédent en 2009 entre une soi-disant sélection nationale du Zimbabwe affrontant la sélection malaisienne. Comme l'explique Mark Gleeson, « Plus étrange qu'il ne paraît, ce n'est pas la première fois que cela arrive. Il y a des personnes peu scrupuleuses qui organisent ce type de matchs, spécialement pour le marché asiatique. ».

## Une affaire qui ressurgit

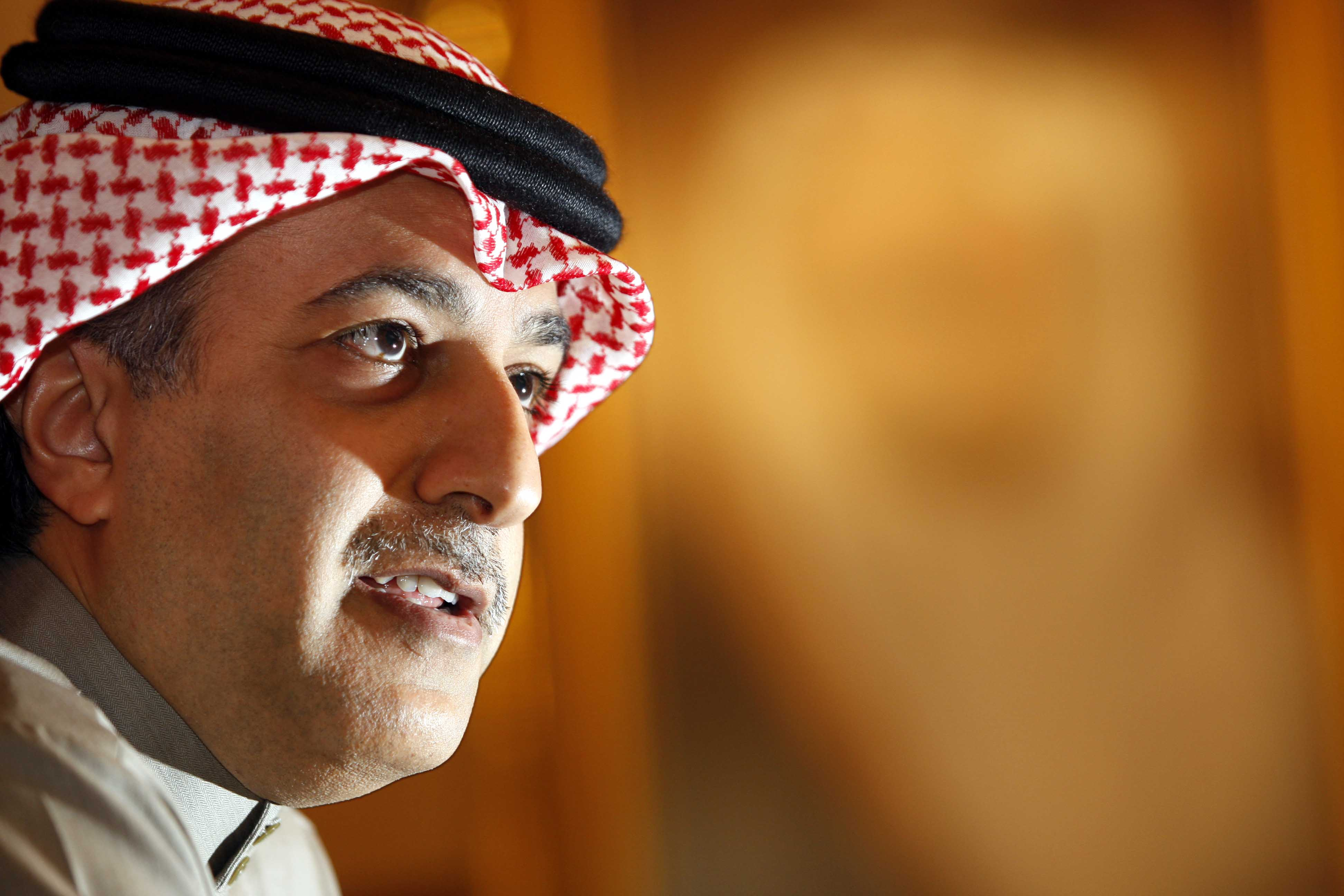
Salman Al Khalifa, candidat à la présidence de la FIFA, voit cette affaire ressurgir contre lui, en plus d'autres suspicions de matchs arrangés.

En 2016, lorsque l’actuel président de l’AFC Salman Al Khalifa se présente à l'élection à la présidence de la FIFA pour succéder à Sepp Blatter, ce scandale ressurgit comme un élément accablant contre lui. Cela est dû au fait en tant que vice-président de la fédération bahreïnie de football à l'époque, il avait notamment autorisé l’agent Wilson Raj Perumal, un ressortissant de Singapour condamné pour avoir truqué des matches, d’organiser la rencontre.
De même, lui et Wilson Raj Perumal auraient truqué au moins cinq matchs internationaux disputés à domicile, entre 2009 et 2012, par l'équipe du Bahreïn. Les rencontres concernées sont : Bahreïn-Zimbabwe (5-2, le 23 mars 2009), Bahreïn-Iran (4-2, le 31 août 2009), Bahreïn-Togo (5-1, le 6 novembre 2009), Bahreïn-Togo (3-0, le 7 septembre 2010), Bahreïn-Indonésie (10-0, le 29 février 2012). Ce dernier match, qualificatif pour la Coupe du monde 2014, avait attiré les soupçons car le Bahreïn devait l'emporter par au moins neuf buts d'écart pour se qualifier, à la condition que le Qatar soit dans le même temps battu par l'Iran.